# Фосфорен

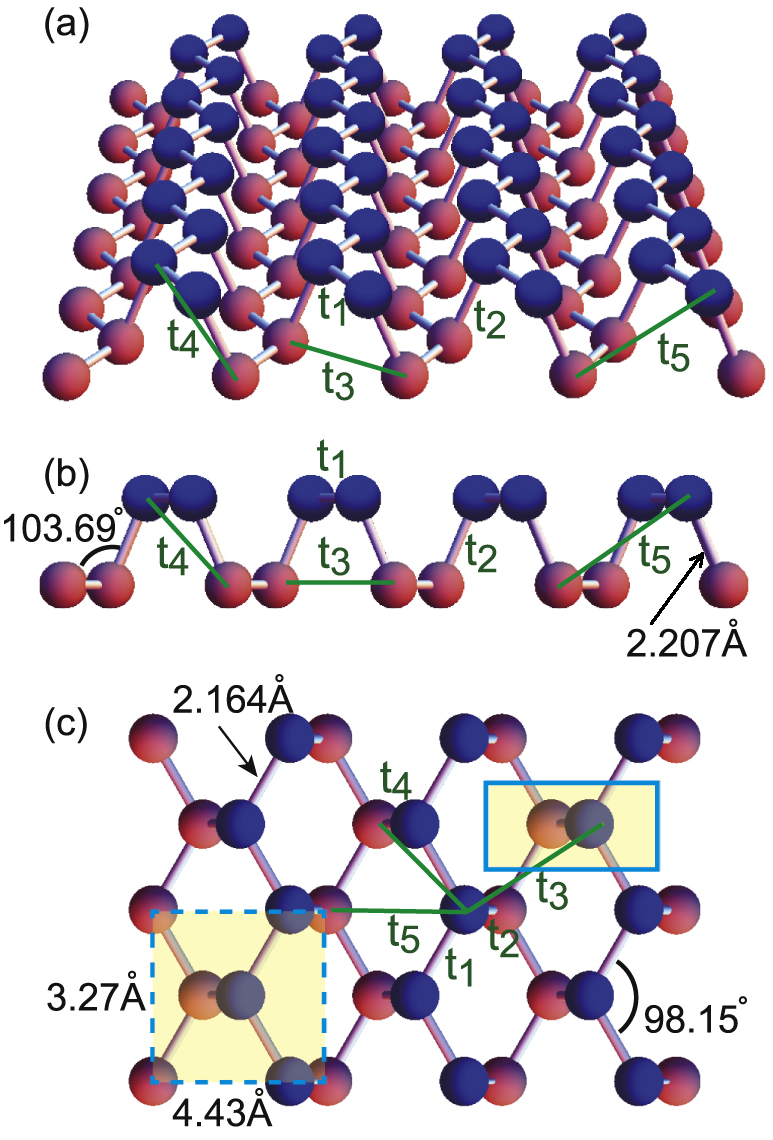
Структура фосфорену. Синім та рожевим позначено атоми, що лежать у різних площинах

Фосфорен — двовимірний матеріал, одна з алотропних форм фосфору, атомарний шар чорного фосфору. Уперше був синтезований у 2014. У порівнянні з іншими двовимірними матеріалами фосфорен має яскраво виражену анізотропію. На відміну від графену фосфорен має заборонену зону. 